# Harold Alden
Pour les articles homonymes, voir Alden.
Harold Lee Alden était un astronome américain né le 10 janvier 1890 à Chicago, et mort le 3 février 1964 à Charlottesville.

## Biographie
Après avoir fait ses études à l'Université de Chicago, il devient assistant dans le programme de photométrie photographique à l'Observatoire Yerkes en 1912-1914.
En 1945, il succède à Samuel Alfred Mitchell à l'Université de Virginie en tant que professeur d'astronomie et directeur de l'observatoire McCormick.
La majeure partie du travail d'Alden concerne la mesure de parallaxes stellaires, les mouvements propres et l'observation visuelle d'étoiles variables sur de longues périodes.
Il devient vice-président de l'American Association for the Advancement of Science dans la section astronomie en 1951. Il fit également partie de l'Union astronomique internationale.
Un cratère lunaire porte aujourd'hui son nom.